# Provincial Legislature
Die Provincial Legislature (deutsch etwa: Gesetzgebende Versammlung der Provinzen oder Provinzversammlung) in Südafrika ist die gesetzgebende Institution für die jeweilige Provinz, oft fälschlicherweise als „Provinzparlament“ bezeichnet. Nur in der Provinz Western Cape trägt sie in ihrem offiziellen Namen die Bezeichnung „Parliament“. Die Volksvertretungen der neuen Provinzen entwickelten sich seit 1994, als mit der Übergangsverfassung von 1993 (Act No. 200 / 1993) die Provinzstruktur des Landes umgestaltet wurde. In der gültigen nationalen Verfassung aus dem Jahre 1996 wird die verfassungsrechtliche Stellung der Provinzversammlungen im Kapitel 6 beschrieben.

## Legislative Kompetenz

### Aktuelle Situation
Die Verfassung der Republik Südafrika von 1996 definiert die Provincial Legislature so:
- „The legislative authority of a province is vested in its provincial legislature ...“ chapter 6, section 104 (1) (deutsch etwa: „Die gesetzgebende Gewalt einer Provinz ist an ihre Provinzversammlung übertragen...“)
- „A provincial legislature is bound only by the Constitution ...“ chapter 6, section 104 (3) (deutsch etwa: „Eine Provinzversammlung ist nur an die [nationale] Verfassung gebunden ...“)[1]

Nach der Verfassung von 1996 (Act Nr. 108 / 1996) haben die Provinzversammlungen Beschlusskraft über Angelegenheiten, die im Benehmen mit der nationalen Gesetzgebung (section 104 (1)b(i), in Schedule 4) gemeinsam wahrgenommen werden. Für dabei eventuell auftretende Divergenzen gibt es regulierende Vorgaben in der section 146 (Conflicts between national and provincial legislation).
Ausschließliche Kernkompetenzen für die Provinzen werden von der Verfassung (section 104 (1)b(ii), in Schedule 5) ebenfalls definiert. Die Regelung umfasst die folgenden Bereiche: Alkohollizenzen, Archive (außer nationale Einrichtungen), Bibliotheken (außer nationale Einrichtungen), kulturelle Angelegenheiten in den Provinzen, Kur- und Erholungseinrichtungen der Provinzen, Museen (außer nationale Einrichtungen), Provinzplanung, Rettungsdienste, Schlachthöfe, Sportangelegenheiten der Provinzen, Straßenverwaltung und andere Verkehrsanlagen der Provinzen, Veterinärdienste (außer Berufszulassungsfragen). Sie sind darüber hinaus bevollmächtigt, den Lokalverwaltungen Aufgaben zuzuweisen und ihre Arbeit zu kontrollieren.
Aus dem Kreis der Mitglieder der Provinzversammlung wird in ihrer ersten Sitzung nach den Provinzwahlen oder im Fall einer Vakanz der Sprecher (speaker) gewählt, was der Funktion eines Vorsitzenden entspricht. Er wird durch einen Stellvertreter unterstützt.
Die Provinzversammlung wählt den Premierminister, dessen Amt formal die Exekutive darstellt. Er kann maximal zwei Amtszeiten von jeweils 5 Jahren ausüben. Dieser ernennt die Mitglieder des executive council (Member of Executive Council / MEC), des Provinzkabinetts.

### Situation von 1994 bis 1996
Am 7. Mai 1994 lösten neun neue Provinzen die alte Struktur mit vier Provinzen ab. Die gesetzgebende Kompetenz der Provinzversammlungen erhielt 1994 mit dem Constitution of the Republic of South Africa Amendment Act (Act No. 2 / 1994) ein ursprünglich weites Aufgabenprofil. Die Gesetzgebungsmöglichkeiten der Provinzen erstreckten sich demnach auf folgende Bereiche: Amtssprachen, Bildung (außer Universitäten und Technikons), Bodenschutz, Flughäfen, Gesundheitsdienste, Handels- und Industrieförderung, Kulturförderung, Landwirtschaft, Lokalverwaltungsfragen, Marktrecht, Minderheitenangelegenheiten, Nationalparks und Meeresschutzgebiete, Öffentlicher Transport, Öffentlichkeitsarbeit der Provinzen, Polizeiangelegenheiten der Provinzen, Regionalplanung und -entwicklung, Schlachthöfe, Sozialfürsorge, Spielcasinos, Sport und Erholung, Stadt- und Landentwicklung, Straßenverwaltung, Tourismus, Traditionsangelegenheiten der Ethnien, Umweltschutz, Verbraucherschutz, Veterinärangelegenheiten und Wohnungsbau.

## Mitglieder
Die von den Wahlbürgern der jeweiligen Provinzen gewählten Mandatsträger führen offiziell die Bezeichnung Member of Provincial Legislature (MPL); auf Deutsch ungefähr „Mitglied der Gesetzgebenden Versammlung der Provinz“.
Das Wahlverfahren für die Provincial Legislature richtet sich grundsätzlich nach den Bestimmungen der nationalen Verfassung (section 104). Die Wahlberechtigung beruht auf dem allgemeinen Wählerverzeichnis, dessen jeweiliger die Provinz betreffende Teil die Wahlbürger umfasst.

## Vertretung auf nationaler Ebene
Durch die Verfassung von 1996 (Constitution of the Republic of South Africa Act, Act No. 108 / 1996) wandelte sich das politische Mandat der Provincial Legislatures und ihre Zusammensetzung. Zuvor bildeten sie auf nationaler Ebene den ehemaligen Senat, die frühere zweite Kammer im südafrikanischen Parlament, die mit der Übergangsverfassung von 1993 für die Vertretung der Provinzen nach den Wahlen von 1994 geschaffen worden war.
Alle Provinzversammlungen sind mit ihren gewählten Repräsentanten (section 60) im National Council of Provinces, der heutigen zweiten Parlamentskammer, vertreten. Jede Provinz entsendet 10 Personen, einer davon ist der jeweilige Premierminister als Vorsitzender seiner Provinzgruppe. Kabinettsmitglieder der Provinzregierungen (executive council) dürfen nicht Mitglied im National Council of Provinces sein (section 62 (4)b). In section 43 der südafrikanischen Verfassung wird bestimmt, dass die Provincial Legislatures die gesetzgebende Instanz der Regierung auf Provinzebene sind.

## Liste der Provincial Legislatures
Folgende Provincial Legislatures existieren in der Republik Südafrika.
| Provincial Legislature                                 | Zeitpunkt der Errichtung / Verfassungsgesetz                      | hervorgegangen aus | Sitz, Adresse                                                 | Liste der Gesetze                                            | Bild | Webpräsenz                |
| ------------------------------------------------------ | ----------------------------------------------------------------- | --- | ------------------------------------------------------------- | ------------------------------------------------------------ | ---- | ------------------------- |
| Gauteng Provincial Legislature (GPL)                   | 9. Mai 1994                                                       | Province of Pretoria-Witwatersrand-Vereeniging Legislature (1994-Dezember 1995) umbenannt in Folge des am 29. Juni 1995 beschlossenen Constitution of the Republic of South Africa Amendment Act, No. 20 of 1995 | Johannesburg (CBD) Cnr. President and City Hall Streets       | Legislation made by the Gauteng Provincial Legislature       |      | www.gpl.gov.za            |
| Eastern Cape Provincial Legislature (ECPL)             | 27. April 1994                                                    | Chamber of Assembly (1854-), Cape Provincial Council (1910–1986) | Bhisho Independence Avenue                                    | Legislation made by the Eastern Cape Provincial Legislature  |      | www.eclegislature.gov.za  |
| Free State Provincial Legislature (FSL)                | 5. Mai 1994                                                       | Orange Free State Legislature (1994), am 29. Juni 1995 umbenannt | Bloemfontein 41 Charlotte Maxeke Street                       | Legislation made by the Free State Provincial Legislature    |      | www.fsl.gov.za            |
| KwaZulu-Natal Provincial Legislature (KZN Legislature) | 1. Januar 1994 / Constitution of KwaZulu-Natal, 2005              | Natal, Cape of Good Hope | Pietermaritzburg 239 Langalibalele Street                     | Legislation made by the KwaZulu-Natal Provincial Legislature |      | www.kznlegislature.gov.za |
| Limpopo Provincial Legislature (LPL)                   | 7. April 1994                                                     | Northern Transvaal Province Legislature (1994), später Northern Province Legislature (1995), am 11. Juli 2003 umbenannt                                                                                          | Lebowakgomo Lebowakgomo Government Complex, Legislature Block | Legislation made by the Limpopo Provincial Legislature       |      | www.limpopoleg.gov.za     |
| Mpumalanga Provincial Legislature (MPL)                | 1. Januar 1995                                                    | Eastern Transvaal Legislature (Mai 1994), am 24. August 1995 umbenannt | Nelspruit Riverside Park                                      | Legislation made by the Mpumalanga Provincial Legislature    |      | www.mpuleg.gov.za         |
| North West Provincial Legislature (NWPL)               | 7. Mai 1994                                                       | Transvaal, Cape of Good Hope | Mmabatho Dr James Moroka Drive                                | Legislation made by the North West Provincial Legislature    |      | www.nwpl.gov.za           |
| Northern Cape Provincial Legislature (NCPL)            | 1. Mai 1994                                                       | Chamber of Assembly (1854-), Cape Provincial Council (1910–1986) | Kimberley Nobengula Extension                                 | Legislation made by the Northern Cape Provincial Legislature |      | www.ncpleg.gov.za         |
| Western Cape Provincial Parliament (WCPP)              | 9. Mai 1994 / Constitution of the Western Cape Act, No. 1 of 1998 | Chamber of Assembly (1854-), Cape Provincial Council (1910–1986) | Kapstadt 7 Wale Street                                        | Legislation made by the Western Cape Provincial Legislature  |      | www.wcpp.gov.za           |

### Zusammensetzung
Diese Liste zeigt die Parteizusammensetzung in den neun Provincial Legislatures nach den Wahlen 2019
| Partei | Partei     | ECPL | FSL | GPL | KZN | LPL | MPL | NWPL | NCPL | WCPP | Gesamt |
| ------ | ---------- | ---- | --- | --- | --- | --- | --- | ---- | ---- | ---- | ------ |
|        | ANC        | 44   | 19  | 37  | 44  | 38  | 22  | 21   | 18   | 12   | 255    |
|        | DA         | 10   | 6   | 20  | 11  | 3   | 3   | 4    | 8    | 24   | 89     |
|        | EFF        | 5    | 4   | 11  | 8   | 7   | 4   | 6    | 3    | 2    | 50     |
|        | IFP        | 0    | 0   | 1   | 13  | 0   | 0   | 0    | 0    | 0    | 14     |
|        | VF+        | 1    | 1   | 3   | 0   | 1   | 1   | 2    | 1    | 1    | 11     |
|        | ACDP       | 0    | 0   | 1   | 1   | 0   | 0   | 0    | 0    | 1    | 3      |
|        | UDM        | 2    | 0   | 0   | 0   | 0   | 0   | 0    | 0    | 0    | 2      |
|        | ATM        | 1    | 0   | 0   | 1   | 0   | 0   | 0    | 0    | 0    | 2      |
|        | Good       | 0    | 0   | 0   | 0   | 0   | 0   | 0    | 0    | 1    | 1      |
|        | NFP        | 0    | 0   | 0   | 1   | 0   | 0   | 0    | 0    | 0    | 1      |
|        | MF         | 0    | 0   | 0   | 1   | 0   | 0   | 0    | 0    | 0    | 1      |
|        | Al Jama-ah | 0    | 0   | 0   | 0   | 0   | 0   | 0    | 0    | 1    | 1      |
| Gesamt | Gesamt     | 63   | 30  | 73  | 80  | 49  | 30  | 33   | 30   | 42   | 430    |